# Charles Albrecht
Charles Albrecht va ser un ciclista alemany que es va especialitzar en el ciclisme en pista, concretament en el mig fons, on va guanyar una medalla medalla de plata, com amateur, al Campionat del món de 1893 per darrere del sud-africà Laurens Meintjes.